# Divididos
Divididos é uma banda argentina, fundada em 1988 por Ricardo Mollo e Diego Arnedo, ex-integrantes da banda MAM juntamente com Omar Mollo e da banda Sumo, quando se dissolveu devido à morte de seu líder, Luca Prodan. Em seu trabalho, eles se interessaram por estilos musicais locais, como o folclore. A banda foi premiada várias vezes, tanto como banda quanto individualmente. Em 2011 venceram o Gardel de Oro (a distinção mais destacada da música nacional argentina) em reconhecimento à sua carreira de sucesso, prêmio que foi concedido apenas dezenove vezes a diferentes artistas como Luis Alberto Spinetta, Charly García, León Gieco, Mercedes Sosa, Gustavo Cerati, entre outros.

## História

### Início
Após a dissolução do Sumo devido à morte de seu líder Luca Prodan, em 22 de dezembro de 1987, os demais integrantes Ricardo Mollo, Diego Arnedo, Roberto Pettinato, Alberto "Superman" Troglio e Germán Daffunchio decidem refletir sobre o futuro da banda. Daffunchio e Timmy Mackern (produtor de Sumo e amigo de Luca) voltam para as serras de Córdoba e o resto da banda fica ensaiando em uma sala em El Palomar. Em 5 de março de 1988, Sumo se apresenta no Chateau Rock, com Daffunchio, Mollo, Pettinato, Arnedo e Troglio.
Todos os integrantes voltam para Buenos Aires, exceto Germán Daffunchio, que fica com Timmy em Córdoba. Pouco depois de Pettinato ir para a Espanha e formar uma banda chamada Pachuco Cadáver, Troglio decide não continuar ensaiando em Palomar.
Ricardo Mollo (guitarra) e Diego Arnedo (baixo), juntamente com o baterista Gustavo Collado (ex La Sobrecarga) formam "La División" que mais tarde mudaria de nome para "Divididos". Eles se encontram pela primeira vez na casa de Poppy Manzanedo, onde morava Gustavo Collado, Manzanedo foi o primeiro empresário que Divididos teve, assinou contrato com a CBS para gravar seu primeiro álbum 40 dibujos ahí en el piso.
Em 10 de junho de 1988, eles começaram a tocar seu repertório ao vivo em seu primeiro show, no Rouge Pub em Flores, incluindo algumas canções de Sumo como "Divididos por la felicidad", "Mañana en el abasto" e "Mejor no hablar de ciertas cosas". Divididos movimentou grande parte do público que seguia o Sumo.

### 40 dibujos ahí en el piso (1989 - 1990)
Em 1989 eles lançaram seu primeiro álbum de estúdio 40 dibujos ahí en el piso, que contém 11 canções escritas pela banda, uma versão de "Light My Fire" do The Doors e um poema de T. S. Eliot, "Los hombres huecos". A gravação do álbum é feita no estúdio Panda.
No ano seguinte Gustavo Collado deixou a banda e foi substituído por Federico Gil Solá.

### Acariciando lo áspero (1991 - 1992)
No final de 1991 eles lançaram seu segundo álbum, Acariciando lo áspero. Possui canções como "El 38", "Ala Delta", "Sisters" e um cover do clássico de Jimi Hendrix "Voodoo Child (Slight Return)". Durante o ano de 1992 realizaram vários shows no Estádio Obras Sanitárias para apresentação do seu material.

### La era de la boludez (1993 - 1994)
Muitas das canções inéditas que a banda havia mostrado em seus recitais nas Obras foram incluídas em seu álbum seguinte, La era de la boludez, que foi produzido por Gustavo Santaolalla e mixado nos Estados Unidos. O maior sucesso do álbum foi a música "Qué ves?", Junto com uma versão da música folk "El arriero" de Atahualpa Yupanqui.
Durante a apresentação do álbum, a banda lotou treze vezes o Estádio Obras Sanitarias e se apresentou para 20.000 pessoas no estádio Vélez Sarsfield. La era de la boludez alcançou o primeiro lugar em vendas e teve que ser relançado.

### Otroletravaladna (1995 - 1997)
Em 1995 a banda lançou Otroletravaladna, um álbum com pouco conteúdo comercial mas com uma sonoridade bastante experimental, e com muitas contribuições de Arnedo nos vocais. Em 1995 Gil Solá deixou Divididos e a banda incorporou Jorge Araujo. Neste ano receberam o Prêmio Konex - Diploma de Mérito como uma das 5 melhores bandas de rock da década na Argentina.

### Gol de mujer (1998 - 1999)
Após assinarem contrato com a multinacional BMG em 1998 em Los Angeles, lançaram Gol de Mujer, que contém sucessos como "Nene de antes", versão do poema inédito de Atahualpa Yupanqui "Vientito de Tucumán" e "Salgan al Sol". por Javier Martínez. Ele também contém uma canção de homenagem ao falecido cantor do Sumo chamada "Luca". O material foi apresentado no Parque Sarmiento e posteriormente no Estádio Obras Sanitárias.

### Narigón del siglo (2000 - 2001)
Em 2000 eles gravaram Narigón del siglo nos estúdios Abbey Road localizados em Londres. Os singles foram "Par mil" e "Spaghetti del rock".
Entre os reconhecimentos que obteve, foi eleito o Melhor Disco do Ano em diversas publicações da Argentina. Além disso, a música "Spaghetti del rock" foi eleita a melhor da década em pesquisa realizada pela revista Rolling Stone.

### Vengo del placard de otro (2002 - 2009)
Vengo del placard de otro, gravado em 2002 e composto por 14 músicas compostas pela banda, foi o último álbum que o banda lançou com Jorge Araujo na bateria. Inclui uma versão da canção "Despiértate nena" de Luis Alberto Spinetta e uma canção folclórica gravada ao vivo, "Guanuqueando" de Ricardo Vilca. Sob a direção do engenheiro Álvaro Villagra, este disco contou com um grande número de instrumentos e estilos, a ponto de trabalhar com doze violinos, quatro violoncelos, fagote, trompa e flautas.
Em 2005 a banda recebeu o Konex Platinum Award como a melhor banda de rock da década, por seus últimos 4 álbuns, junto com Patricio Rey y sus Redonditos de Ricota.

### Amapola del 66 (2010 - 2018)
Amapola del 66 é o oitavo álbum de estúdio dos Divididos, o primeiro em oito anos. O álbum conta com 13 canções, muitas das quais já haviam sido apresentadas em seus shows, como "Hombre en U", "La flor azul" e "Todos". Este foi o primeiro álbum que a banda lançou com seu próprio selo, La Calandria, e também o primeiro com Catriel Ciavarella na bateria após a saída de Araujo em 2004. Este álbum teve sua edição em vinil, lançada meses após a publicação do material.
Em 2011 Divididos levou o ouro na edição dos Prêmios Carlos Gardel (Os Prêmios Gardel são os prêmios musicais mais importantes concedidos na Argentina), com estatuetas nas categorias "Melhor Álbum de Grupo de Rock" (Amapola del 66), "Produção do Ano" (Amapola del 66) e "Álbum do Ano - Gardel de Oro", a banda foi a mais premiada, participando com grandes artistas como Hilda Lizarazu, Diego Torres, Charly García, Abel Pintos, Luciano Pereyra, Pedro Aznar, Luis Salinas, Vicentico e Mercedes Sosa.
Em 2015 receberam o terceiro Prêmio Konex (que é concedido a cada 10 anos à música popular), desta vez o "Platinum Konex", definindo a banda como uma das melhores do gênero por três décadas consecutivas. Colocando-o no status, segundo a Fundação Konex, de ser "um dos melhores da história da Argentina".

### 30° Aniversario - Haciendo cosas raras (2018 - atualidade)
Em 24 de agosto de 2018 lançam o álbum Haciendo cosas raras, que é a regravação do primeiro álbum 40 dibujos ahí en el piso, comemorando os 30 anos de banda. O disco é composto por 11 músicas, 10 são deles e uma é a versão do The Doors. A penúltima música deste álbum é uma reversão da música "La foca", cuja melodia agora tem letra, e se chama "Caballos de la noche". A apresentação do álbum foi no dia 15 de setembro de 2018 no Hipódromo de Palermo.

## Discografia

### Álbuns de estúdio
| Ano  | Título                         |
| ---- | ------------------------------ |
| 1989 | 40 Dibujos Ahí en el Piso      |
| 1991 | Acariciando lo Áspero          |
| 1993 | La Era de la Boludez           |
| 1995 | Otroletravaladna               |
| 1998 | Gol de Mujer                   |
| 2000 | Narigón del Siglo              |
| 2002 | Vengo del Placard de Otro      |
| 2010 | Amapola del 66                 |
| 2018 | Haciendo Cosas Raras           |
| 2022 | Experiencia 432 (Bulín Finoli) |

### Álbuns ao vivo
| Ano  | Título                 |
| ---- | ---------------------- |
| 2000 | Viveza Criolla         |
| 2003 | Vivo Acá               |
| 2011 | Audio y Agua           |
| 2016 | En Vivo Teatro Coliseo |
| 2016 | En Vivo Teatro Flores  |

### Compilações
| Ano  | Título                            |
| ---- | --------------------------------- |
| 1996 | Divididos                         |
| 1999 | 10                                |
| 2003 | Oro                               |
| 2004 | Canciones de Cuna al Palo         |
| 2004 | Vianda de Ayer                    |
| 2006 | Obras Cumbres                     |
| 2009 | 40 Obras Fundamentales: ¿Qué Ves? |

## Turnês Realizadas
| #  | Título de turnê                           | Álbum promocionado           | Período               |
| -- | ----------------------------------------- | ---------------------------- | --------------------- |
| 1  | "Tour 40 dibujos"                         | 40 dibujos ahí en el piso    | 15/06/1989-22/01/1991 |
| 2  | "Tour Áspero"                             | Acariciando lo áspero        | 07/04/1991-13/02/1993 |
| 3  | "Tour Era de la boludez"                  | La era de la boludez         | 09/04/1993-29/07/1995 |
| 4  | "Tour Otroletravaladna/Divididos"         | Otro le Travaladna/Divididos | 19/08/1995-28/02/1998 |
| 5  | "Tour Gol de mujer"                       | Gol de mujer                 | 08/06/1998-22/01/2000 |
| 6  | "Tour Narigón del siglo"                  | Narigón del siglo            | 28/04/2000-28/06/2002 |
| 7  | "Tour Vengo del placard de otro/Vivo acá" | Vengo del placard de otro    | 06/09/2002-13/03/2010 |
| 8  | "Amapola Tour+Recorrido por el país"      | Amapola del 66               | 27/03/2010-24/05/2018 |
| 9  | "Tour 30 Años Haciendo Cosas Raras"       | Haciendo Cosas Raras         | 07/06/2018-21/12/2019 |
| 10 | "Tour Aplanador 2020"                     | N/A                          | 25/01/2020-17/12/2022 |
| 11 | "Gira Divididos - 35 Años"                | N/A                          | 29/01/2023-           |

## Integrantes

### Integrantes atuais
- Ricardo Mollo: Voz e guitarra (1988 - presente).
- Diego Arnedo: Baixo (1988 - presente).
- Catriel Ciavarella: Bateria (2004 - presente).

### Integrantes anteriores
- Gustavo Collado: Bateria (1988 - 1990).
- Federico Gil Solá: Bateria (1991 - 1995).
- Jorge Araujo: Bateria (1995 - 2004).